# Asclepias ovata
Asclepias ovata är en oleanderväxtart som beskrevs av Carl Friedrich Philipp von Martius och Gal.. Asclepias ovata ingår i släktet sidenörter, och familjen oleanderväxter. Inga underarter finns listade i Catalogue of Life.